# Stigtomta
Stigtomta is een plaats in de gemeente Nyköping in het landschap Södermanland en de provincie Södermanlands län in Zweden. De plaats heeft 1948 inwoners (2005) en een oppervlakte van 180 hectare.

## Verkeer en vervoer
Bij de plaats loopt de Riksväg 52.
De plaats ligt aan een spoorlijn.